# Nathu La

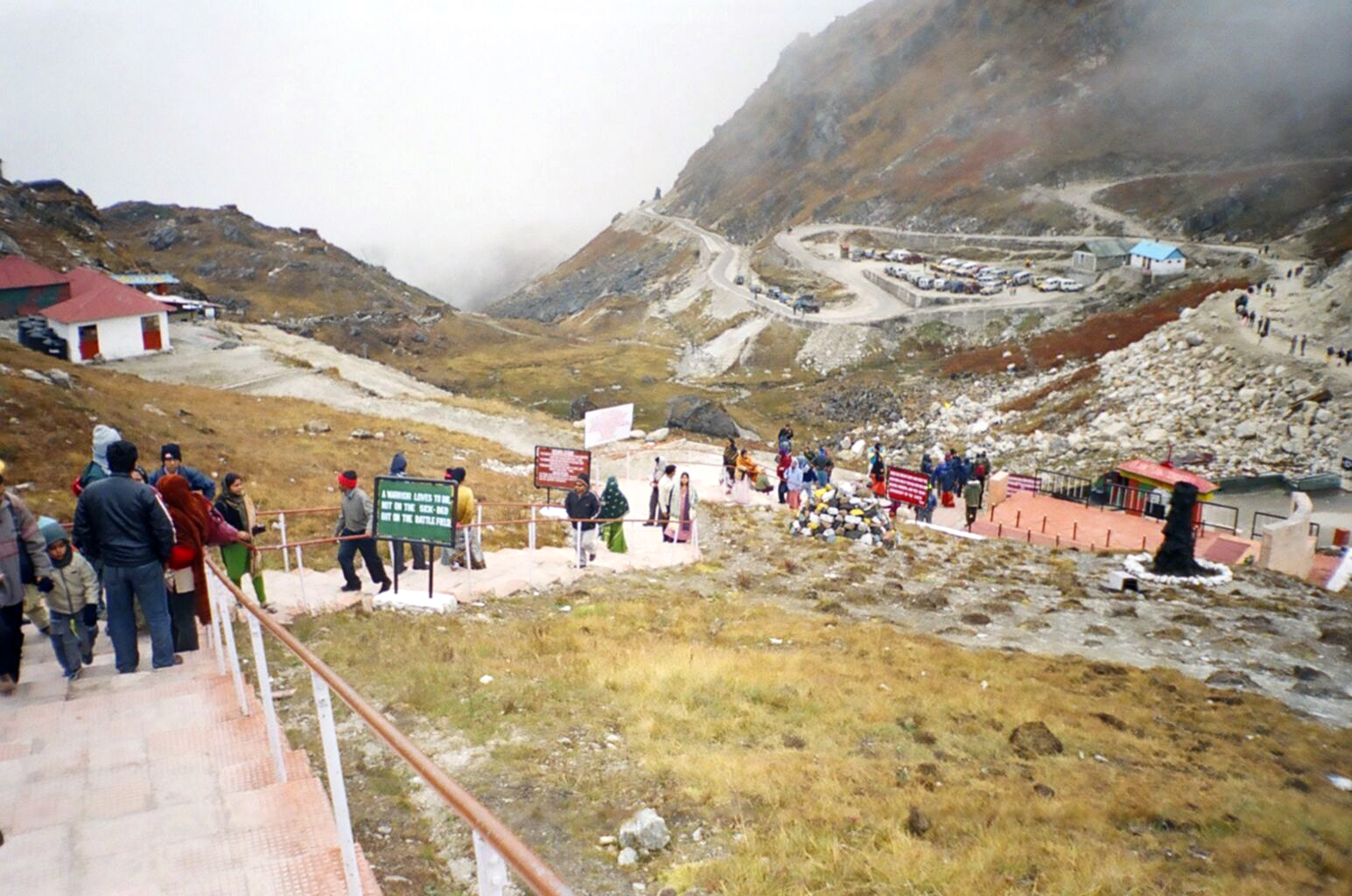
Scala che porta al confine del lato indiano

Nathu La  (tibetano: རྣ་ཐོས་ལ་, nepalese: नाथू ला, caratteri cinesi semplificati:乃堆拉山口 Nǎiduīlā Shānkǒu; IAST: Nāthū Lā, hindi: नाथूला दर्रा) è un passo di montagna situato nell'Himalaya. Unisce lo stato indiano del Sikkim con la Regione Autonoma del Tibet in Cina. Il passo, situato a 4.310 m sul livello del mare, era un importante passaggio dell'antica via della seta. Nathu significa "orecchie che ascoltano" e La significa "passo" in lingua tibetana. Può essere scritto anche Ntula, Natu La, Nathula o Natula.
Nathu La è uno dei tre confini commerciali tra Cina ed India; gli altri due sono Shipkila in Himachal Pradesh e Lipulekh (o Lipulech) in Uttarakhand. Chiuso dall'India dopo la guerra Cino-Indiana del 1962, Nathu La fu riaperto nel 2006 in seguito ad accordi commerciali bilaterali. Si crede che l'apertura del passo riattiverà l'economia della regione giocando un ruolo di primo piano nello sviluppo delle relazioni commerciali tra i due paesi. Attualmente l'accordo tra le due nazioni apre il passo solo al passaggio di 29 tipi di beni provenienti dall'India, ed a 15 dalla Cina. L'apertura accorcia anche la distanza di viaggio per i pellegrini induisti e buddhisti.

## Storia
Nathu La si trova al chilometro 563 dell'antica via della seta, e ne rappresentava un importante snodo. L'antica via della seta univa Lhasa, in Tibet, alle pianure del Bengala, a sud. Nel 1815 il volume del commercio aumentò dopo che l'Impero britannico annesse i territori di Sikkim, Nepal e Bhutan. Il potenziale di Nathu La si capì nel 1873, dopo che una commissione di deputati di Darjeeling pubblicò un rapporto sull'importanza strategica del passo di montagna situato tra Sikkim e Tibet. Nel dicembre 1893 la monarchia sikkimese ed i regnanti tibetani firmarono un accordo per aumentare il commercio tra le due nazioni. L'accordo culminò nel 1894 nell'apertura del passo.

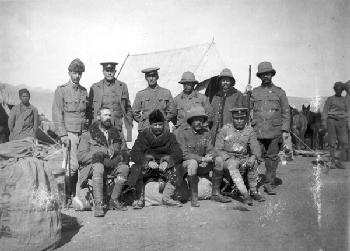
La spedizione britannica guidata da Francis Younghusband

Nathu La giocò un ruolo di primo piano nella spedizione britannica in Tibet del 1903–1904, fatta per impedire all'impero russo di interferire negli affari tibetani conquistando un avamposto nella regione. Nel 1904 il maggiore Francis Younghusband, Commissario britannico in Tibet, guidò una missione attraverso Nathu La per conquistare Lhasa. Questo portò alla creazione delle stazioni di posta di Gyantse e Gartok in Tibet, e permise agli inglesi di controllare l'intera valle Chumbi. Nel novembre seguente Cina e Gran Bretagna ratificarono un accordo approvando il commercio tra Sikkim e Tibet.
Nel 1947 e nel 1948 fallì un referendum popolare in Sikkim che avrebbe voluto unirsi alla neonata India indipendente, ed il Primo Ministro indiano Jawaharlal Nehru accettò un particolare status di protettorato per il Sikkim. Alle truppe indiane fu concesso di controllarne i confini, compreso Nathu La. In questo periodo oltre 1000 muli e 700 persone furono coinvolti nel commercio attraverso Nathu La. Nel 1949, quando il governo tibetano espulse i cinesi che vi abitavano, molti di loro tornarono a casa percorrendo la rotta Nathu La–Sikkim–Kolkata.

Posizione di Nathu La nel Sikkim

Con l'assenza di ferrovie o linee aeree nella regione negli anni cinquanta, Nathu La fu usata da molti per attraversare il confine tra Tibet e Sikkim. L'attuale Dalai Lama, Tenzin Gyatso, utilizzò questo passo per spostarsi in India in occasione del 2500º anniversario della nascita del Gautama Buddha, tenutosi tra novembre 1956 e febbraio 1957. Il 1º settembre 1958 Nehru, la figlia Indira Gandhi e Palden Thondup Namgyal (figlio e consigliere di Tashi Namgyal, il Chogyal del Sikkim) usarono questo passo per raggiungere il vicino Bhutan.
Dopo che la Cina prese il controllo del Tibet nel 1950 sopprimendo la rivolta tibetana del 1959, i passi verso il Sikkim divennero una via di fuga per i rifugiati provenienti dal Tibet. Durante la guerra Cino-Indiana del 1962 a Nathu La ci furono schermaglie tra i soldati delle due fazioni. Poco dopo il passaggio fu chiuso e rimase non utilizzato per oltre 40 anni. Tra il 7 ed il 13 settembre 1967, l'esercito di liberazione popolare cinese e l'esercito indiano ebbero uno scontro di sei giorni, compreso lo scambio di fuoco di artiglieria pesante. Nel 1975 il Sikkim si unì all'India, e Nathu entrò a far parte del territorio indiano. La Cina si rifiutò di concedere l'accesso.
Nel 1988 il primo ministro indiano Rajiv Gandhi visitò Pechino, dove riconobbe la suzerain (sovranità) cinese sul Tibet. Nel 1993 Jyoti Basu, allora Capo Ministro dello Stato indiano del Bengala Occidentale, iniziò una campagna volta alla riapertura della rotta Lhasa–Kalimpong, che correva attraverso Jelep La, ma non si raggiunse mai un accordo. L'anno seguente la visita del primo ministro Pamulaparthi Venkata Narasimha Rao in Cina riaprì le discussioni sul passo. I colloqui fallirono a causa dei problemi di sicurezza evidenziati dall'esercito indiano.
Negli anni novanta accordi commerciali bilaterali furono firmati da India e Cina, ponendo le basi per la riapertura del passo. Nel dicembre 1991 India e Cina firmarono il Memorandum on the Resumption of Border Trade; in seguito, nel luglio 1992, si passò al Protocol on Entry and Exit Procedures for Border Trade. Questi due documenti contenevano le regole per il commercio da svolgersi tramite Nathu La. Il 23 giugno 2003, India e Cina firmarono il Memorandum on Expanding Border Trade che dettava tutte le regole necessarieper l'uso di Nathu La.

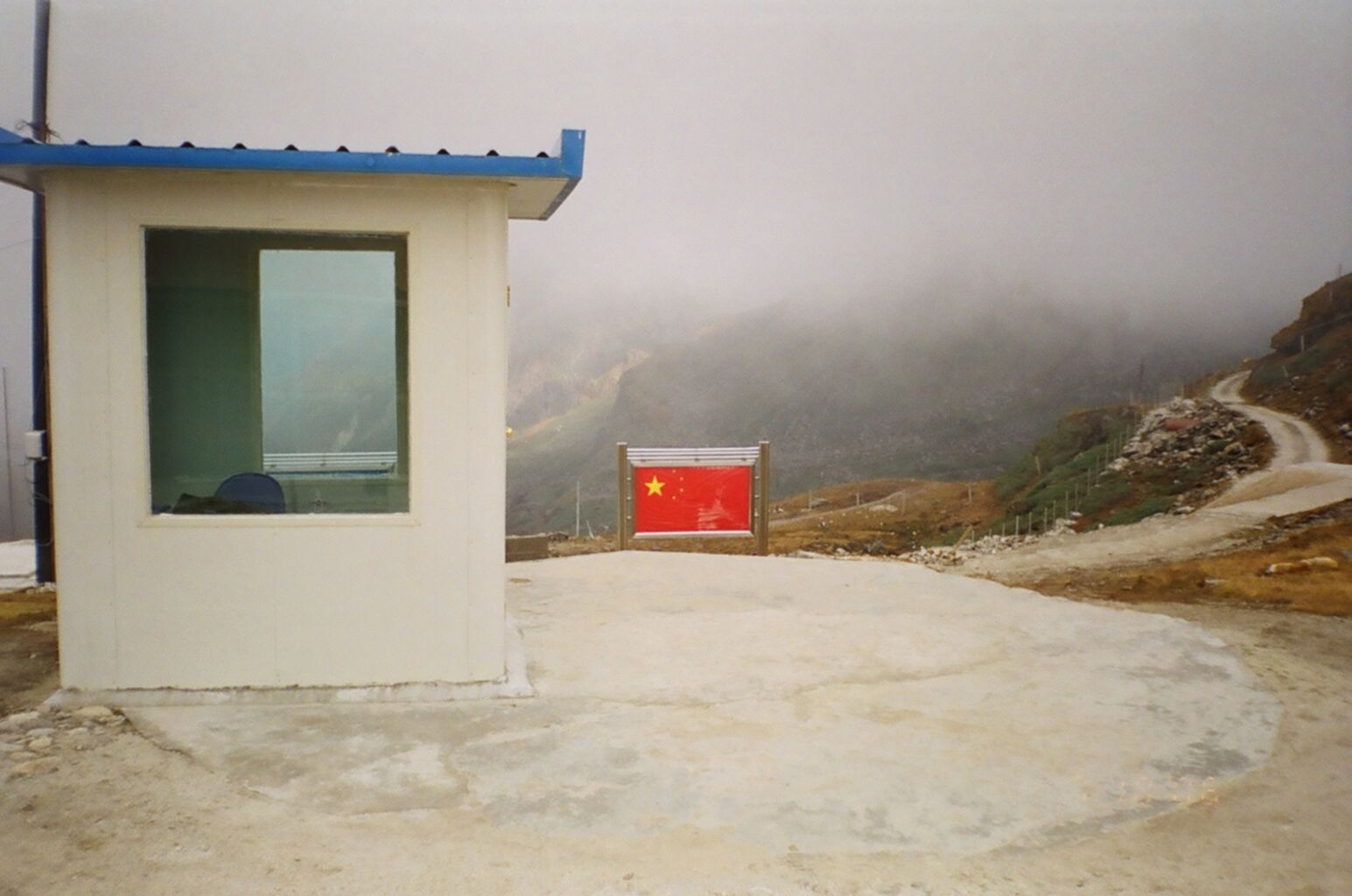
Posto di blocco dell'esercito cinese a Nathu La

Nel 2003, con lo scongelamento delle relazioni Cino-Indiane, la visita in Cina del primo ministro indiano Atal Bihari Vajpayee portò a nuovi colloqui sull'apertura del confine. Nel 2004 il ministro della difesa indiano, in visita in Cina, aprì formalmente il passo. L'apertura, programmata in origine per il 2 ottobre 2005, fu rimandata a causa di problemi infrastrutturali dell'ultimo minuto sul lato cinese. Infine, dopo un decennio di negoziati, Nathu La venne riparto il 6 luglio 2006. La data di riapertura coincide col compleanno dell'attuale Dalai Lama, il che è spesso considerato male dal Movimento Internazionale per l'Indipendenza del Tibet. Negli anni che hanno preceduto la riapertura, l'unica persona cui era concesso di passare il filo spinato era un postino cinese scortato dai militari indiani, che avrebbe dovuto consegnare alla sua controparte indiana la posta all'interno di un edificio sul confine. Alla fine il Tibet fu riconosciuto come parte integrante della Cina da parte dell'India.
L'apertura del passo fu segnata da una cerimonia sul lato indiano cui parteciparono ufficiali di entrambe le nazioni, compreso il Capo Ministro del Sikkim Pawan Kumar Chamling, l'ambasciatore cinese in India ed il capo della Regione Autonoma del Tibet, Champa Phuntsok. Una delegazione di 100 commercianti indiani e 100 tibetani attraversarono il confine verso le rispettive città commerciali. Nonostante la forte pioggia ed il vento alla cerimonia parteciparono molti ufficiali, gli abitanti locali ed i media internazionali. La barriera in filo spinato tra India e Cina fu sostituita da un passaggio con muro in pietra largo 10 metri. Fu deciso anche di ricordare il 2006 come anno dell'amicizia cino-indiana.

## Geografia

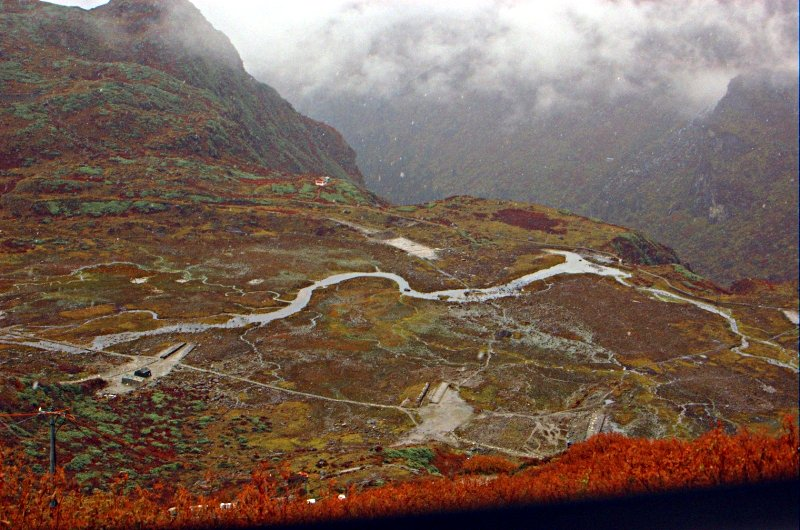
Geografia della regione

Il passo si trova 54 km ad est della capitale sikkimese, Gangtok, ed a 430 km dalla capitale tibetana Lhasa. In inverno il passo viene chiuso per le abbondanti nevicate. Non esendoci un centro meteorologico a Nathu La, non sono disponibili misurazioni sistematiche dei dati atmosferici. Si sa comunque che nei punti più alti dell'Himalaya circostante la temperatura estiva non supera mai i 15 °C.
Nathu La è relativamente stretto, ed ha un suolo asciutto ed argilloso posto su un ripido pendio (30–50%) ghiaioso con superficie compatta, un'erosione moderata, ed un altrettanto moderata pietrosità. Ha molte zone franose. Per preservare il fragile ecosistema di Nathu La sul lato indiano, il governo indiano regola il flusso di turisti. La manutenzione della strada è a carico della Border Roads Organisation, una sezione dell'esercito indiano. Sul lato cinese il passo conduce alla valle Chumbi del altopiano del Tibet.

## Flora

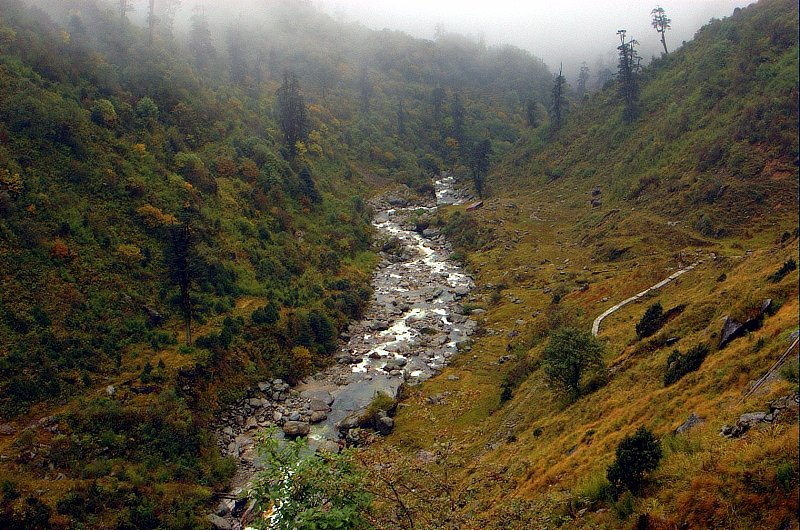
Vegetazione della regione

A causa della forte inclinazione del suolo vicino al passo, la vegetazione passa gradatamente dalla foresta subtropicale alla base, ad una regione temperata, ad un clima alpino unido e secco, ed infine alla fredda tundra desertica priva di vegetazione. Attorno a Nathu La ed al lato tibetano la regione ha poca vegetazione se si escludono gli arbusti sparsi. Tra le specie più comuni si trovano rododendri (Rhododendron anthopogon, R. setosum) e juniper. Nei prati si trovano i generi Poa, Meconopsis, Pedicularis, Primula e Aconitum. La regione ha una stagione di crescita di quattro mesi, in cui erba, cyperaceae e erbe medicinali crescono abbondanti permettendo la vita di molti insetti, erbivori domestici e selvatici, allodole e fringuelli. Il vicino Santuario alpino di Kyongnosla contiene specie rare ed a rischio di orchidee e rododendri, intervallati da alti juniper e abeti bianchi.

## Fauna
Non ci sono nella zona insediamenti umani permanenti, nonostante alcuni edifici ospitano coloro che controllano il confine su ogni lato. Un piccolo gruppo di nomadi tibetani Dokpas vi pascolano yak, pecore e capre tipo pashmina. Gli yak si trovano in questa zona, e vengono utilizzati come animali da soma. La regione che circonda Nathu La contiene numerose specie a rischio, tra cui la gazzella tibertana, il leopardo delle nevi, il lupo tibetano, il gallo delle nevi tibetano, il gipeto, l'aquila dorata e la casarca comune. I cani selvatici rappresentano un pericolo in questa zona. La presenza di mine provoca molte ferite tra yak, nayan, kiang e lupi tibetani.

## Economia

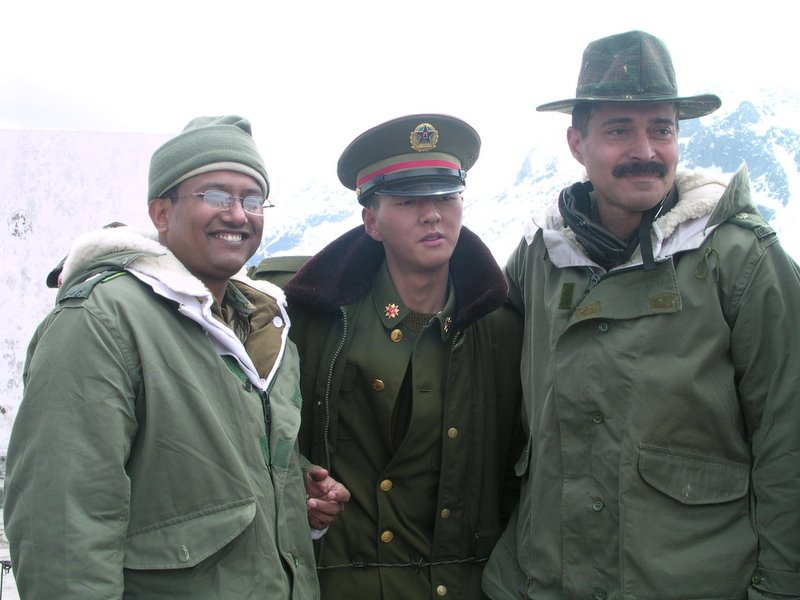
Ufficiali indiani e cinesi a Nathu La

Prima della chiusura del passo nel 1962, beni come penne, orologi, cereali, abiti di cotone, oli commestibili, saponi, materiale edilizio e moto smontate venivano esportate in Tibet tramite il passo a dorso di mulo. Duecento muli, ognuno in grado di trasportare circa 80 kg di carico, venivano usati sulla tratta da Gangtok a Lhasa, che richiedva 20–25 giorni di viaggio. Al ritorno venivano importate in India seta, lana grezza, muschio, piante medicinali, liquore, pietre preziose, oro ed argento. In quel tempo buona parte del commercio era svolto dai Marwari, che possedevano il 95% delle 200 ditte autorizzate.
Per semplificare il commercio sul confine, i due paesi hanno creato mercati a Sherathang in Sikkim (6 km da Nathu La) e Rinqingang in Tibet (10 km da Nathu La). Il mercato è aperto dal lunedì al giovedì dalle 07:30 alle 11:00 e dalle 15:30 alle 19:00. La stagione del commercio parte il 1º giugno e continua fino al 30 settembre, quando la neve e le estreme condizioni climatiche rendono insicuro il passo. Un totale di 100 commercianti e 60 camion sono autorizzati ad operare da ognilato del confine.
Mentre la Cina non ha messo limiti a questo commercio, l'India lo ha fatto, ponendo severe restrizioni ai beni che possono essere importati o esportati. Tra le esportazioni dell'India ci sono coperte, prodotti in rame, vestiti, biciclette, caffè, tè, orzo, riso, farina, frutta secca, legumi, olio vegetale, melassa e caramelle, tabacco, tabacco da fiuto, spezie, scarpe, kerosene, cancelleria, utensili vari, frumento, liquori, prodotti lattiero-caseari trasformati, conserve alimentari, sigarette, erbe locali, olio di palma e hardware. Tra le esportazioni della Cina ci sono pelle di capra, pelle di pecora, lana, seta grezza, coda di yak, pelo di yak, caolino, borace, burro, sale comuni, cavalli, capre e pecore. Ci sono limitazioni anche sui commercianti, cui il permesso viene concesso solo se abitavano in Sikkim già prima della fusione con l'India del 1975.
Ci si aspetta che la riapertura del passo stimoli l'economia locale ed il commercio cino-indiano, che ammontava a 7 miliardi di dollari statunitensi nel 2004. Prima dell'apertura del passo, quasi tutto questo commercio passava dal porto di Tientsin, ad oltre 4000 km di distanza. Grazie a Nathu La la distanza si è ridotta a 1200 km. I numeri forniti dall'Ufficio del Commercio della Regione Autonoma del Tibet dimostrano che in 51 giorni di commercio nel 2006 sono state vendute tramite Nathu La merci per 186 250 dollari. È stato stimato che il commercio cino-indiano sia aumentato di circa il 15–20% nei due anni di apertura di Nathu La. Si pensa che questo volume raggiungerà i 44,6 milioni di dollari nel 2007, ed i 2,6 miliardi nel 2015. Il passo offre alle ditte cinese l'accesso al portodi Calcutta, situato a circa 1100 km da Lhasa, favorendo il trasporto da e per il Tibet.

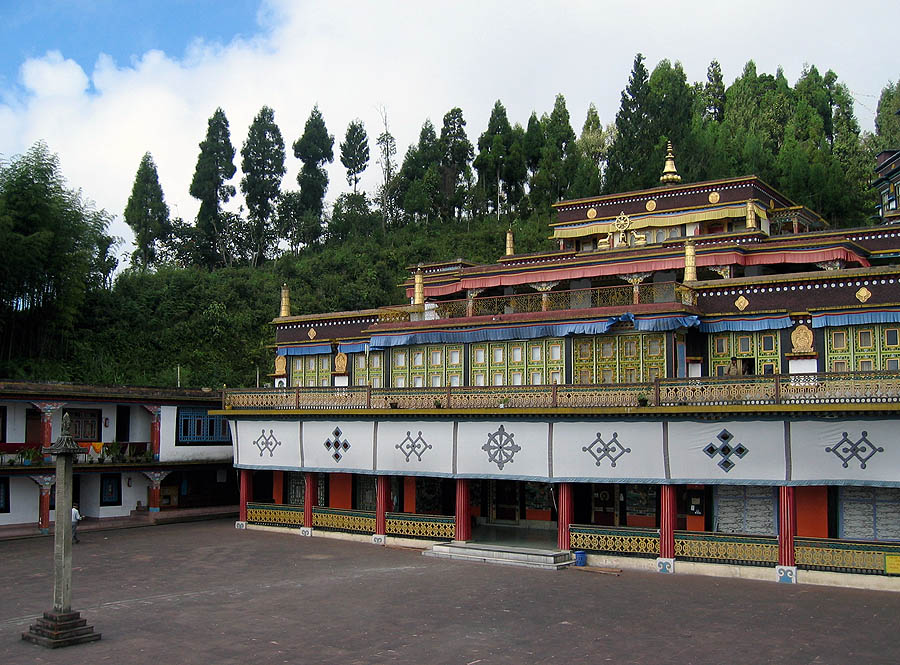
I pellegrini del Tibet possono raggiungere il monastero di Rumtek, uno dei più sacri santuari buddhisti

Sul lato cinese 7000 turisti hanno visitato la contea di Yadong nel 2006, portandovi 1,67 milioni di yuan (US$ 216 000). D parte indiana, solo gli indiani possono visitare il passo di mercoledì, giovedì, sabato e domenica, e solo dopo aver ottenuto il permesso il giorno prima a Gangtok. Il passo è particolarmente utile per i pellegrini che vogliono visitare i monasteri Sikkim come quello di Rumtek, uno dei più sacri santuari del Buddhismo. Per gli indu il passo accorcia il viaggio per il lago Manasarovar da 15 a 2 giorni.
Alcuni commercianti indiani temono che il passo porterà più vantaggi ai cinesi che in India troveranno un mercato già pronto. Una delle principali preoccupazioni del governo indiano è il contrabbando verso l'India di prodotti di animali selvatici quali pelli ed ossa di tigre e leopardo, cistifellee d'orso, pellicce di lontra e lana di shahtoosh. Il governo indiano ha fattopartire un progetto per sensibilizzare la polizia e le altre forze dell'ordine attive nella regione. Buona parte di questo commercio illecito avviene tramite il Nepal.

### Trasporti
Sul lato tibetano due superstrade (da Kangmar a Yadong e da Yadong a Nathu La) sono state inserite tra i progetti del 2006 del ministero dei trasporti. Questi progetti prevedono di istituire un servizio di autobus tra Gangtok e Lhasa, e di estendere la Ferrovia del Qingzang fino a Yadong nei prossimi dieci anni.